# Alexander Anatoljewitsch Dorofejew

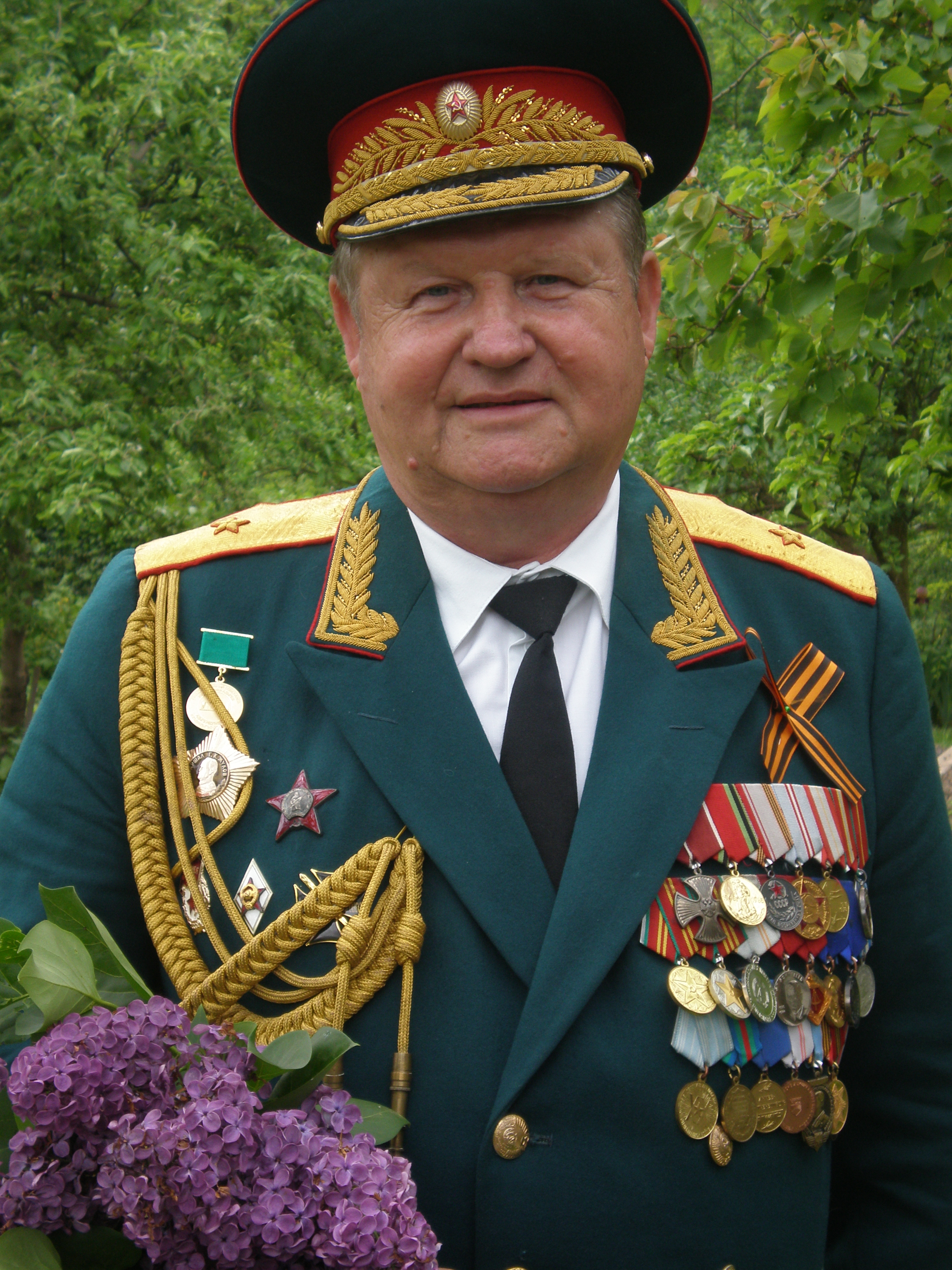
Alexander Dorofejew (2010)

Alexander Anatoljewitsch Dorofejew (russisch Александр Анатольевич Дорофеев; * 4. Juli 1946 in Tapiau (heute Gwardeisk), Oblast Kaliningrad) ist ein russischer Generalmajor.

## Leben
Alexander Anatoljewitsch Dorofejew wurde am 4. Juli 1946 in Tapiau (im September 1946 in Gwardeisk umbenannt) in der Oblast Kaliningrad geboren. Da die „Oblast Königsberg“ am 4. Juli 1946 in „Oblast Kaliningrad“ umbenannt wurde und Alexander Dorofejew um 00:01 Uhr geboren wurde, gilt er als der erste in der Oblast Kaliningrad geborene Bürger. Sein Vater Oberst Anatolij Dorofejew (1920–2000) wurde 1995 als Held der Russischen Föderation ausgezeichnet.
Am 11. August 1964 trat Dorofejew in die Sowjetarmee ein. Seit 1968 diente er in der Gruppe der Sowjetischen Streitkräfte in Deutschland bei den Motorisierten Schützentruppen der 8. Gardearmee. Von August bis November 1968 war er mit der 1. Gardepanzerarmee am Einmarsch in der Tschechoslowakei beteiligt (Prager Frühling).

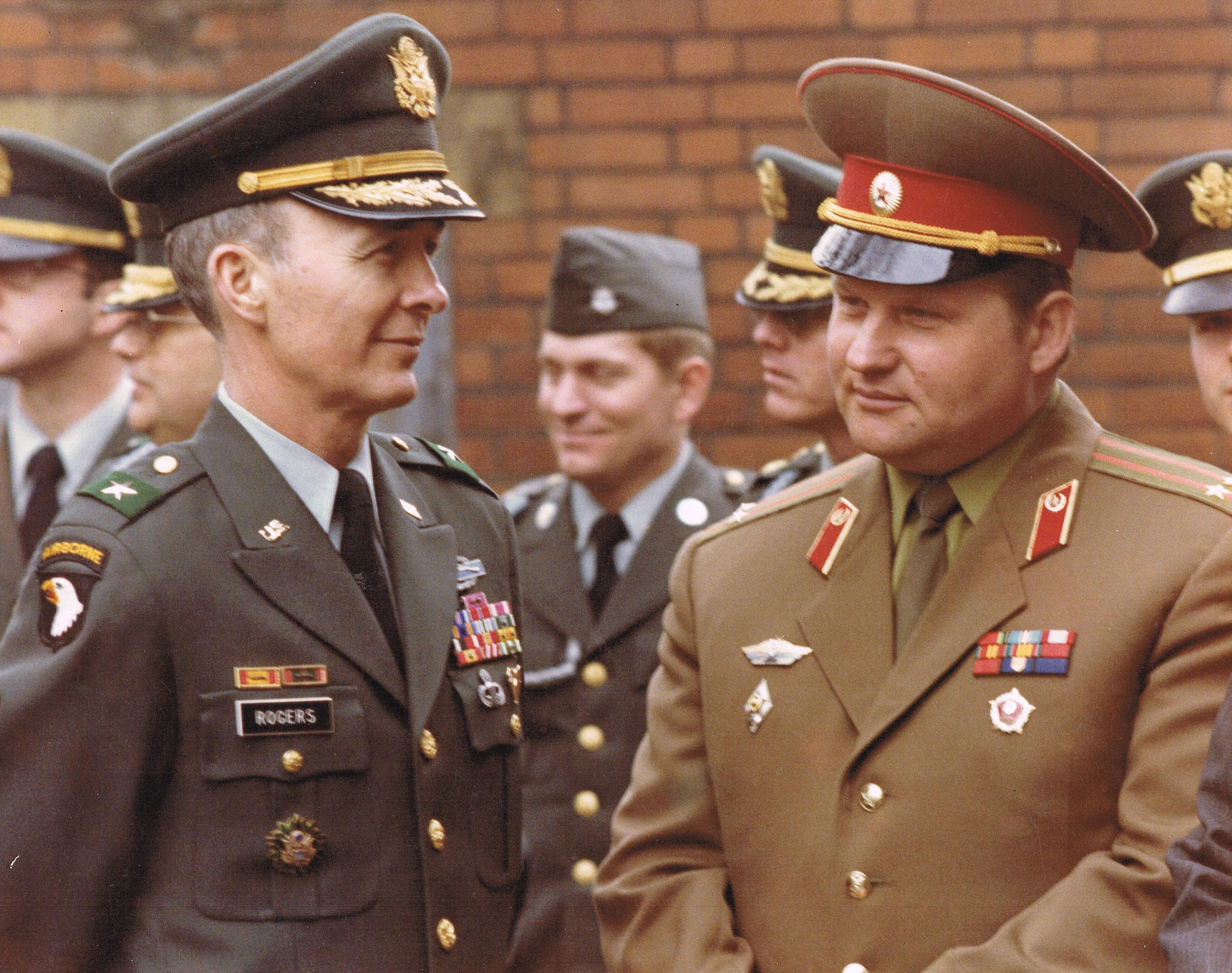
Brigadier General John E. Rogers von der Berlin Brigade mit Oberstleutnant Dorofejew in Berlin (1981)

Am 9. Mai 1983 wurde er zum Oberst befördert und diente in der 20. Gardearmee (stationiert in Bernau bei Berlin). Am 5. Juni 1991 wurde er zum Generalmajor befördert und befehligte die Garnison von Maikop. Von Januar bis April 1995 war er an der Suchaktion von Verwundeten, Getöteten und Gefangenen im Ersten Tschetschenienkrieg beteiligt. Für seinen Einsatz wurde er mit dem Tapferkeitsorden ausgezeichnet.
Am 1. März 1999 wurde er aus dem aktiven Dienst in den Ruhestand entlassen. Er lebt in Maikop in Südrussland.
Dorofejew ist verheiratet und hat zwei Kinder.

## Politik
Ab 1992 war Dorofejew Mitglied des Parlaments von Adygeja. 1999 kandidierte er bei der russischen Parlamentswahl. Er war als militärischer Berater des Oberhaupts der russischen Republik Adygeja, Aslan Tchakuschinow, tätig.

## Auszeichnungen (Auswahl)
Beförderungen
- 27. Juli 1968: Leutnant
- 30. August 1971: Oberleutnant
- 26. Juni 1974: Hauptmann
- 14. September 1978: Major
- 24. September 1980: Oberstleutnant
- 9. Mai 1983: Oberst
- 5. Juni 1991: Generalmajor

- Tapferkeitsorden (1995)
- Orden des Roten Sterns (1982)
- Medaille „Für die Rettung Ertrinkender“
- Medaille „20. Jahrestag des Sieges im Großen Vaterländischen Krieg 1941–1945“
- Medaille „Veteran der Streitkräfte der UdSSR“ (1990)
- Medaille „50 Jahre Streitkräfte der UdSSR“
- Medaille „60 Jahre Streitkräfte der UdSSR“
- Medaille „70 Jahre Streitkräfte der UdSSR“ (1988)
- Medaille „Für einwandfreien Dienst“ I. Klasse
- Medaille „Für einwandfreien Dienst“ II. Klasse
- Medaille „Für einwandfreien Dienst“ III. Klasse
- Medaille der Waffenbrüderschaft in Silber (1983)
- Artur-Becker-Medaille
- sowie weitere in- und ausländische Auszeichnungen